# لتن (اکلاهما)
لتن(به انگلیسی: Lawton) شهری در ایالت اکلاهما کشور ایالات متحده آمریکا است که جمعیت آن در سرشماری سال ۲۰۱۰ میلادی، ۹۶٬۸۶۷ نفر بوده‌است.